# Rockin n Reelin in Auckland New Zealand
Albums de The Cramps
A Date with Elvis
(1986) Stay Sick!
(1990)
Rockin n Reelin in Auckland New Zealand XXX est le deuxième album live du groupe américain The Cramps enregistré à Auckland (Nouvelle-Zélande) au Galaxy le 30 août 1986.
L'album est enrichi de 3 titres (pistes 12 à 14) à l'occasion de sa sortie en CD en 2001.

## Titres
| No  | Titre                           | Durée |
| --- | ------------------------------- | ----- |
| 1.  | The Hot Pearl Snatch            |       |
| 2.  | People Ain't No Good            |       |
| 3.  | What's Inside a Girl?           |       |
| 4.  | Cornfed Dames                   |       |
| 5.  | Sunglasses After Dark           |       |
| 6.  | Heartbreak Hotel                |       |
| 7.  | Chicken                         |       |
| 8.  | Do the Clam                     |       |
| 9.  | Aloha from Hell                 |       |
| 10. | Can Your Pussy Do the Dog?      |       |
| 11. | Birdfeed                        |       |
| 12. | Blue Moon Baby (bonus track)    |       |
| 13. | Georgia Lee Brown (bonus track) |       |
| 14. | Lonesome Town (bonus track)     |       |